# Édouard Geynet
Charles Édouard Marie Geynet (Fontainebleau, 25 settembre 1867 – Parigi, 14 marzo 1916) è stato un tiratore a volo francese.
Partecipò alle Olimpiadi 1900 di Parigi dove arrivò sesto nella gara di fossa olimpica.